# 里諾縣 (堪薩斯州)
雷諾县（英語：Reno County，簡稱RN）是美国堪薩斯州中南部的一個縣，面積3,293平方公里。根據2020年美國人口普查，共有人口61,898人。縣治哈欽森（Hutchison）。該縣成立於1867年2月27日，縣政府成立於1873年；縣名紀念在安提頓戰役中陣亡的傑西·L·雷諾少将。